# 阿卜杜拉·库尔德
阿卜杜拉·库尔德是战斗在车臣的一名库尔德伊斯兰教激进分子。他是战地指挥官、车臣阿拉伯圣战组织第四任埃米尔穆罕纳德的首席代表。2011年4月21日穆罕纳德被击毙后，据称库尔德继承了穆罕纳德在该地区的基地分支组织协调员的角色。2011年5月3日被俄罗斯安全部队在车臣韦杰诺击毙。
1. 1 2  . Daily Times. 4 May 2011  [24 June 2011]. （原始内容存档于2012-11-14）.
2. ↑  . RT. 4 May 2011  [24 June 2011]. （原始内容存档于2017-11-13）.